# Tetiana Proroczenko
Tetiana Wasyliwna Proroczenko (ukr. Тетяна Василівна Пророченко, ros. Татьяна Васильевна Пророченко, po mężu Burakowa ukr. Буракова; ur. 15 marca 1952 w  Berdiańsku, zm. 11 marca 2020 w Kijowie) – ukraińska lekkoatletka reprezentująca ZSRR, sprinterka, mistrzyni olimpijska.

## Kariera sportowa
Zdobyła brązowy medal w sztafecie 4 × 100 metrów na igrzyskach olimpijskich w 1976 w Montrealu (sztafeta biegła w składzie: Proroczenko, Ludmiła Masłakowa, Nadieżda Biesfamilna i Wiera Anisimowa). Indywidualnie zajęła 6. miejsce w finale biegu na 200 metrów. Zajęła 3. miejsca w begu na 200 metrów i w sztafecie 4 × 400 metrów w zawodach pucharu świata w 1977 w Düsseldorfie.
Później skoncentrowała się na dłuższym dystansie. Na mistrzostwach Europy w 1978 w Pradze zdobyła srebrny medal w sztafecie 4 × 400 metrów (w składzie: Proroczenko, Nadieżda Muszta, Tatjana Prowidochina i Marija Pinigina), a w biegu na 200 metrów odpadła w półfinale. Zajęła 2. miejsce w sztafecie 4 × 400 metrów w zawodach pucharu świata w 1979 w Montrealu.
Na igrzyskach olimpijskich w 1980 w Moskwie zdobyła wraz z koleżankami złoty medal w sztafecie 4 × 400 metrów (sztafeta biegła w składzie: Proroczenko, Tatjana Gojszczik, Nina Ziuśkowa i Irina Nazarowa).
Była również dwukrotną mistrzynią uniwersjady w sztafecie 4 × 100 metrów: w 1977 w Sofii i w 1979 w Meksyku.
29 lipca 1979 w Moskwie ustanowiła rekord świata w sztafecie 4 × 200 metrów czasem 1:30,8 (sztafeta Ukraińskiej SRR biegła w składzie: Raisa Machowa, Ziuśkowa, Proroczenko i Marija Kulczunowa).
Proroczenko była mistrzynią ZSRR w biegu na 200 metrów w 1976, w biegu na 400 metrów w 1980, w sztafecie 4 × 200 metrów w 1979 i 1980 oraz w sztafecie 4 × 400 metrów w 1978 i 1979, a także wicemistrzynią w biegu na 200 metrów w 1977 i w biegu na 400 metrów w 1978 oraz brązową medalistką w biegu na 100 metrów w 1977.
Ustanawiała rekordy ZSRR w sztafecie 4 × 100 metrów (42,93 s – 6 sierpnia 1976 w College Park) i trzykrotnie w sztafecie 4 × 400 metrów (do 3:20,12 s – 1 sierpnia 1980 w Moskwie).
Rekordy życiowe Proroczenko:
| Konkurencja        | Data i miejsce         | Wynik   |
| ------------------ | ---------------------- | ------- |
| bieg na 100 metrów | 1976                   | 11,2 s  |
| bieg na 200 metrów | 24 czerwca 1976, Kijów | 22,98 s |
| bieg na 400 metrów | 1977                   | 50,6 s  |

Otrzymała tytuł Zasłużonego Mistrza Sportu ZSRR w 1980. Była odznaczona radzieckim Orderem Przyjaźni Narodów w 1980 i ukraińskim Orderem Księżnej Olgi iii klasy w 2003.

## Rodzina
Wyszła za mąż za Wiktora Burakowa, który również startował na igrzyskach olimpijskich w 1980 w sztafecie 4 × 400 metrów, ale biegł tylko w eliminacjach, więc nie jest uważany za mistrza olimpijskiego.